# Che Dio mi benedica
Che Dio mi benedica è un singolo del rapper italiano Luchè, pubblicato il 15 luglio 2016 come terzo estratto dal terzo album in studio Malammore.

## Descrizione
All'uscita del singolo, Luchè rilasciò un'intervista in cui si esprimeva sul brano con queste parole: «Sono molto orgoglioso di questo pezzo che per me significa tanto sia per il sound che per l'argomento. È una canzone nel vero senso della parola che parla a tutti i ragazzi che si odiano, che non riescono a vedere il proprio valore, diventando i loro primi nemici. Una fase della vita che conosco molto bene e con cui combatto da anni».

## Video musicale
Il videoclip del singolo, girato da Johnny Dama, è stato caricato sul canale YouTube del rapper il 15 luglio 2016.